# Anton Perwein
Anton Perwein (Viena, 10 de novembro de 1911 - 12 de dezembro de 1981) foi um handebolista de campo austríaco, medalhista olímpico.
Fez parte do elenco vice-campeão olímpico de handebol de campo nas Olimpíadas de Berlim de 1936, atuando em três partidas.